# Євген Кочиш
Кочиш Євген Михайлович (5 серпня 1910, Джюрджево, Воєводина — 23 січня 1984, Сремські Карловці, Воєводина) — український письменник у Сербії, поет, драматург.

## Біографія
Закінчив заочно гімназію в місті Бечеї, був культурно-освітнім і фінансовим працівником.
Писав (з 1928) вірші, п'єси, оповідання, романи, в яких він відтворив боротьбу робітничих мас, переважно русинів, за свої соціальні права, показав їхню активну участь у народно-визвольній війні Югославії 1941—1945.
У романах «Висушені сльози» (1968) і «Петро Андрейков» (1978) зобразив широку панораму життя русинів Воєводини, їх нескоренність під час німецької окупації. Романи «Чайка» (1974) і «Бріга» (1978) — про формування світогляду молодого революціонера.
Автор науково-фантастичного роману «На Чумацькому Шляху» (1973), спогадів.